# Idice
Der Idice ist ein Fluss mit 80 km Länge in Italien, der die Regionen Toskana und Emilia-Romagna von Süden nach Nordwesten durchquert und in den Reno mündet.

## Verlauf
Der Idice entspringt im nördlichen Gemeindegebiet von Firenzuola am Gebirgspass Passo della Raticosa nahe dem Ortsteil Pietramala und zwischen den Bergen Monte Canda und Monte Oggioli. Nach 4 km verlässt er die Gemeinde sowie die Metropolitanstadt Florenz und die Region Toskana in nördlicher Richtung, um in die Region Emilia-Romagna und deren Metropolitanstadt Bologna einzutreten. Hier trifft er im Fünf-Täler-Tal der Berggemeinschaft Comunità Montana Cinque Valli Bolognesi zunächst auf die Gemeinden Monghidoro und Monterenzio, dann auf Ozzano dell’Emilia, wo er den Naturpark Parco regionale dei Gessi Bolognesi e Calanchi dell’Abbadessa durchquert. In San Lazzaro di Savena tritt von links erst der Fluss Zena und dann der Fluss Savena ein. Nach den Gemeinden Castenaso, Budrio und Molinella verlässt er die Provinz Bologna und tritt in die von Ferrara ein, um hier südlich San Biagio (Ortsteil von Argenta) im Naturpark Parco regionale del Delta del Po dell’Emilia-Romagna gemeinsam mit dem Sillaro in den Reno zu münden.